# Curtorama cassiae
Curtorama cassiae är en fjärilsart som beskrevs av Weyenbergh 1884. Curtorama cassiae ingår i släktet Curtorama och familjen säckspinnare. Inga underarter finns listade i Catalogue of Life.